# ICMP Router Discovery Protocol
IRDP (ang. ICMP Router Discovery Protocol) – protokół komunikacyjny wykorzystywany przez stacje robocze i inne komputery do wyszukiwania routerów w ich podsieci. Protokół IRDP działa w oparciu o protokół ICMP. 

## Komunikaty
Protokół IRDP definiuje dwa nowe komunikaty ICMP: 
- Router Advertisement,
- Router Solicitation.

Pierwszy z nich zawiera informacje o routerze dostępnym w danej podsieci, a drugi stanowi żądanie udzielenia takiej informacji.

## Działanie protokołu
Każdy router wspierający protokół IRDP wysyła w regularnych odstępach czasu komunikaty Router Advertisement  w celu poinformowania o swojej obecności w podsieci. Dodatkowo komunikat Router Advertisement jest wysyłany jako odpowiedź na zapytanie komunikatem Router Solicitation.

## Znaczenie
Rola protokołu IRDP jest obecnie niewielka z powodu wykorzystania protokołu DHCP, który pozwala stacjom roboczym zdobywać znacznie więcej informacji o swoim środowisku sieciowym niż protokół IRDP.